# 八卦陣

八卦陣圖示

八卦陣源於中國古代對基本的宇宙創造之八卦。最著名的使用者為三國蜀漢軍師諸葛亮，當中最著名是在赤壁之戰的運用。

## 定律
八卦阵按休，生，伤，杜，景，死，惊，开八门。从正东“生门”打入，往西南“景门”杀出，复从正北“开门”杀入，此阵可破。
此阵为战国时期孙膑首创，有上述八门，至三国时期，諸葛亮在中间加上了指挥使台，由弓兵和步兵守护，指挥变阵，一般认为有四四一十六种变法。

## 九軍八陣法
纵观《唐太宗李公卫问对》全书，可发现八阵图的发展和改进的全过程。《八阵图法》可以追溯到上古华夏的黄帝。经过姜太公、司马穰苴、管仲、孙武等人的不断改进和完善，到三国时期，诸葛亮將其达到了顶锋，完善为八阵。唐代李靖認為九軍八陣指挥过于复杂而简化为六花阵。
唐太宗李世民曾多次问李靖关于八阵、五阵、六花阵等很多问题。一般认为是熟悉唐太宗、李靖的思想的人根据他们的言论所编写的，係唐太宗李世民與衛國公李靖多次談兵的言論輯錄。

## 腳註
1. ↑  . 2010-08-30  [2014-06-20]. （原始内容存档于2014-06-29）.